# Vasco Hernández Godínez
Vasco Hernández y Godínes (Jerez de los Caballeros, Badajoz, Extremadura, España, 1550 - La Serena, después de 1604), hijo de Álvaro Gómez y Catalina Rodríguez. Pasó a América y se avecindó en la ciudad de La Serena, donde se desempeñó como escribano público. 
Fue escribano público desde 1571 hasta 1596. En 1573 era escribano de visita en Santiago; en 1575 escribano de la Caja Real de La Serena y, en 1576, en remate público consiguió la recaudación de diezmos de esa ciudad. Escribano de La Serena en 1577. 
Dueño con su mujer Francisca de Astudillo Hernández, (hija de Juan Gómez de Astudillo, Conquistador, Encomendero, uno de los primeros vinicultores de La Serena y Francisca Hernández), de la Hacienda Pachingo en el valle de Limarí, tierras que le fueron concedidas en 1576 como merced por el Gobernador del Reino de Chile Don Rodrigo de Quiroga, "Al Noble Don Vasco Hernández Godínez", en nombre del Rey Don Felipe II de España.

Con su esposa Francisca de Astudillo Hernández, tuvo al menos 5 hijos entre los que están, Álvaro Gómez de Astudillo Godínez, padre de Antonio de Galleguillos II o Antonio Gómez de Galleguillos y Rojas, Maestre de Campo y Capitán de Caballos Ligeros y Lanzas Españolas; Corregidor de La Serena Alcalde de primer voto de La Serena 1690, regidor de La Serena en 1685; y Mariana Godínez Astudillo casada con el Capitán; Encomendero de Angol; Corregidor, Justicia Mayor y alcalde Mayor de Minas de Colchagua (1603-1605); Propietario Estancia de Tagua-Tagua (2300 cuadras), Gonzalo Gutiérrez de Sotomayor. (Otros seis  Hernández de Astudillo o Gómez de Astudillo en Familias Fundadoras 3, pag. 51.)
- Datos: Q60968727